# Municipio de Westfield (condado de Bureau)
El municipio de Westfield (en inglés: Westfield Township) es un municipio ubicado en el condado de Bureau en el estado estadounidense de Illinois. En el año 2010 tenía una población de 941 habitantes y una densidad poblacional de 10,46 personas por km².

## Geografía
El municipio de Westfield se encuentra ubicado en las coordenadas 41°26′54″N 89°13′14″O / 41.44833, -89.22056. Según la Oficina del Censo de los Estados Unidos, el municipio tiene una superficie total de 89.97 km², de la cual 89,94 km² corresponden a tierra firme y (0,03 %) 0,03 km² es agua.

## Demografía
Según el censo de 2010, había 941 personas residiendo en el municipio de Westfield. La densidad de población era de 10,46 hab./km². De los 941 habitantes, el municipio de Westfield estaba compuesto por el 97,02 % blancos, el 0,11 % eran amerindios, el 0,11 % eran asiáticos, el 1,38 % eran de otras razas y el 1,38 % eran de una mezcla de razas. Del total de la población el 2,76 % eran hispanos o latinos de cualquier raza.